# سفارة البوسنة والهرسك في روسيا
سفارة البوسنة والهرسك في روسيا هي أرفع تمثيل دبلوماسي لدولة البوسنة والهرسك لدى روسيا. تقع السفارة في موسكو وهي تهدف لتعزيز المصالح البوسنية في روسيا.

## وصلات خارجية
- قائمة سفارات البوسنة والهرسك
- قائمة السفارات في روسيا